# چلان (الیگودرز)
چلان، روستایی از توابع بخش بشارت شهرستان الیگودرز در استان لرستان ایران است.

## جمعیت
این روستا در دهستان ذلقی غربی قرار دارد و بر اساس سرشماری مرکز آمار ایران در سال ۱۳۸۵، جمعیت آن ۸۷ نفر (۱۶خانوار) بوده‌است. این روستا همجوار با روستای اینوه (امامزاده محمد بن حسن ع)، دره چی و پرچل می‌باشد و رودخانه‌ای پر آب از وسط آن گذر می‌کند در این روستا نوادگان عوضعلی و زلفعلی زندگی می‌کنند.